# Sierra del Mendro

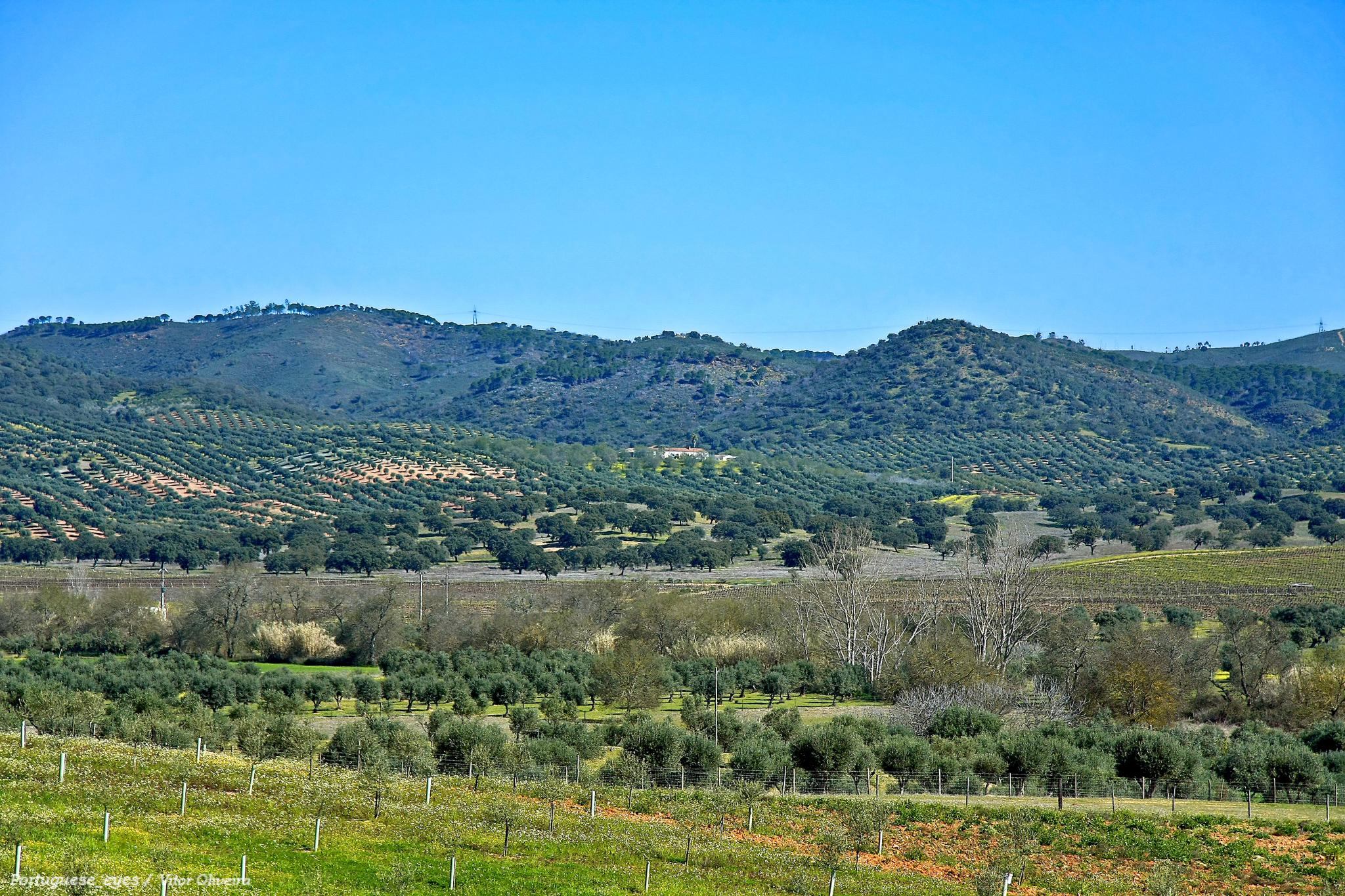
La Sierra del Mendro vista desde Vidigueira

La Sierra del Mendro (en portugués, Serra do Mendro) es una sierra del Alentejo, Portugal. Tiene una elevación de 412 metros de altitud y se ubica en la transición entre el Alto Alentejo y el Bajo Alentejo, entre los concejos de Portel y de Vidigueira.